# Cambria (Míchigan)
Cambria es un lugar designado por el censo ubicado en el condado de Hillsdale en el estado estadounidense de Míchigan. En el Censo de 2020 tenía una población de 258 habitantes y una densidad poblacional de 78,66  habitantes por km². Fue incluido como CDP en el censo de 2020. 

## Geografía
Cambria se encuentra ubicado en las coordenadas 41°49′19″N 84°49′54″O / 41.82194, -84.83167.  Según la Oficina del Censo de los Estados Unidos,  tiene una superficie total de 3,28 km², de la cual 3,20 km² corresponden a tierra firme y 0,08  km² a agua.